# Ben 10.000 (Episodio)
Ben 10.000 es el episodio 27 de la primera temporada de Ben 10.

## Sinopsis
Durante un descanso, Gwen y Ben recuerdan el cumpleaños del su abuelo Max, y cuando lo van a festejar una mujer con capucha secuestra a Gwen, Ben se convierte en XLR8 y la sigue lo más rápido que puede. Ambos atraviesan un portal que los lleva un futuro alternativo, y más sería su sorpresa al ver que la mujer no es otra que Gwen, que lo hizo venir para que ayudara a su versión futura que ya no le interesaba nada. Más tarde Ben 10.000 estaba peleando con el Dr. Animo como Cuatro Brazos, pero Ben se transforma, y como Insectoide se entromete en la pelea. Ben 10.000 vence a Animo y llegan los luchadores galácticos para secuestrar al Dr. Animo, pero cuando se van los Bens y las Gwens, el Dr. Animo lanza un gas que deja inconscientes a los luchadores galácticos y revive a Vilgax. Ben 10.000 como Diamante va a pelear con Animo pero viene Vilgax. Ben trata de ir a ayudar a Ben 10.000, él le dice que olvide eso porque él solo estorbara y luego Ben (Niño) junto con las Gwens van a ayudar a Ben 10.000 y luego los Bens se enfrentaba a Vilgax las Gwens se enfrentaban a Animo y luego el abuelo Max (Del futuro) llega a ayudar a las clones Gwen contra Animo y mientras tanto los Bens combatían a Vilgax y entonces Ben hace entrar en razón a su yo futuro y usando dos aliens, uno usado en la batalla contra Animo llamado Spitter y otro llamado Articguana, vencen a Vilgax, congelándolo en una piscina. Al final, el Ben del futuro le agradece al Ben del pasado por recordarle lo que era divertirse con sus habilidades, y al regresarlos al pasado, los Ben y Gwen niños le dan una torta de cumpleaños al abuelo Max que Ben adulto le dio para que se la dieran al abuelo Max.

## Personajes

### Héroes
- Ben
- Ben 10.000 (Debut)
- Gwen Tennyson (10 y 30 años).
- Max Tennyson (En futuro y el pasado).

### Villanos
- Vilgax
- Dr. Animo
- Exo-cráneo (Debut).
- Fenómenos del Circo (Fuera de pantalla).

### Secundarios
- Los Luchadores Galácticos
- Max Tennyson

## Aliens utilizados

### Por Ben de 10 años
- XLR8
- Insectoide (Accidental: Cuatrobrazos).
- Ultra T (Accidental: Cuatrobrazos).
- Cannonbolt
- Diamante

### Por Ben 10.000
- XLR8 (3 veces)
- Insectoide
- Cuatrobrazos (3 veces)
- Diamante (2 veces)
- Cannonbolt
- Bestia
- Fuego
- Spitter (Debut) (2 veces) (Sin Diálogo)
- Buzzshock (Debut)
- Articguana (Debut)

## Curiosidades
- Existe una versión de 10 años después, es el capítulo "Ken 10".
- El Dr. Animo tiene esta nueva apariencia en el futuro, debido a que años anteriores sufrió un accidente debido a que quiso modificar su cuerpo al igual que Kevin, pero este no soportó tal poder, lo que hizo que explotara dejando solo su cabeza colocándola en un contenedor y usando cuerpos robóticos de animales.
- Días después de lo que ocurrió en este episodio, nace el segundo hijo de Ben, Kenny Tennyson.
- En este episodio se puede ver fugazmente a Gwen, la hija de Ben, cuando Ben y Ben 10.000 caen con Vilgax.
- La parte del futuro, de este episodio, ocurre en Dakota del Sur.
- Los letreros del futuro están en una extraña lengua alienígena, similar al lenguaje japonés.

- Datos: Q17333617